# Singapore Indoor Stadium
Il Singapore Indoor Stadium è un impianto polifunzionale situato a Singapore. Capace di contenere un massimo di 12.000 persone, oltre ad ospitare importanti eventi sportivi, tende ad essere frequentemente scelto dagli artisti internazionali come luogo dei propri concerti.
Dal 2014 al 2018 ha ospitato le WTA Finals, torneo di tennis femminile che chiude il calendario WTA.